# بيريوكوفي (لوهانس كا)
بيريوكوفي (Бірюкове) هي مدينة في مقاطعة لوهانس'كا في أوكرانيا.
يبلغ عدد سكانها حوالي 4087 نسمة.